# Раевский, Николай Алексеевич
Никола́й Алексе́евич Рае́вский (12 июля 1894, Вытегра — 11 декабря 1988, Алма-Ата) — русский писатель, переводчик, пушкинист, литературовед. Автор книг об Александре Пушкине и его окружении: «Если заговорят портреты», «Портреты заговорили», «Друг Пушкина П. В. Нащокин».

## Биография
Родился 30 июня (12 июля) 1894 года в уездном городке Вытегре Олонецкой губернии (ныне Вологодской области) в семье судебного следователя. Его дед был известным петербургским юристом, прадед Николай Раевский — протоиереем, настоятелем кафедрального собора в Санкт-Петербурге. Мать происходила из олонецкой ветви дворянского рода Пресняковых (народоволец Андрей Пресняков, казнённый в 1880 году, был её двоюродным братом). Из-за частых разъездов отца по служебным делам воспитанием детей в основном занималась мать — Зинаида Герасимовна.
Через два года после рождения Николая семья переехала по новому месту назначения отца — на железнодорожную станцию Малая Вишера (недалеко от Петербурга). В 1899 году пятилетнего Николая привезли из Малой Вишеры на побывку к бабушке и дедушке. Через много лет Николай Алексеевич воспроизвёл слова жившей там прабабушки Софии, обращённые к нему: «Вот, Колечка, когда ты подрастешь, то вспомни, что я рассказываю тебе сейчас. Когда мне было 16 лет, на одном балу я видела Александра Сергеевича Пушкина, а моим учителем в Патриотическом институте благородных девиц был Николай Васильевич Гоголь. Когда подрастешь, узнаешь, кто были эти великие люди».
В 1902 году Раевские переехали в Подольскую губернию. Николай учился в Каменец-Подольской гимназии, где увлёкся энтомологией. Закончив в 1913 году гимназию с золотой медалью, Раевский стал студентом естественного отделения физико-математического факультета Петербургского университета.
Начавшаяся Первая мировая война повлекла Раевского к себе: он добровольно оставил университет и поступил в Михайловское артиллерийское училище. Подпоручик Раевский получил боевое крещение во время Брусиловского прорыва. В Карпатах поручик Раевский мечтал добыть георгиевское оружие.
Когда в 1918 году Раевскому довелось встать в ряды Белой гвардии, он был уже опытным офицером, убежденным противником советской власти. В 1920 году капитан Раевский с остатками разбитой армии Врангеля покинул Родину. Жил в Греции, Болгарии, потом на долгие годы осел в Чехословакии.
В Праге Раевский в 1924 году начал учёбу на естественном факультете Карлова университета. Одновременно он поступил во Французский институт имени Эрнеста Дени (тоже в Праге), чтобы усовершенствоваться в знании французского языка и впоследствии попытаться устроиться на службу в качестве энтомолога в одну из французских африканских колоний. В 1927 году выпускника Французского института Николая Раевского за конкурсное сочинение о французском классицизме наградили месячной командировкой в Париж. А в 1930 году Раевский получил в Карловом университете диплом доктора естественных наук и одновременно предложение напечатать свою студенческую диссертацию в «Трудах» Чехословацкой академии наук и искусств.
С 1930 года началось его серьёзное увлечение изучением биографии и творчества А. С. Пушкина, результатом которого стало несколько книг о поэте.
В 1941 году Раевский два с половиной месяца сидел в гестапо. Его выпустили под подписку о невыезде, посчитав старого русского офицера безвредным. 31 декабря 1943 года Раевский записал в дневнике: «Хотел бы конца войны, как и все, но боюсь, боюсь большевизма — не за собственную шкуру только, за немногих дорогих мне людей, за все, что есть хорошего в европейской культуре, за право жить не по указке духовного хама… Для себя же лично — пережить две недели после конца войны. Кто-то сказал, что это будут самые страшные две недели».
13 мая 1945 года Раевский был арестован советскими властями. Его по статье 58-4 «б» «за связь с мировой буржуазией» приговорили к пяти годам исправительно-трудовых лагерей и трём годам поражения в правах. Пунктом отбывания наказания был определён Минусинск.
В январе 1960 года Николай Раевский после одиннадцати лет, проведенных в Минусинске, переехал в Алма-Ату, получив работу переводчика в Республиканском институте клинической и экспериментальной хирургии. Работал в институте до 82-х лет. Составлял библиографию работ по щитовидной железе на восьми иностранных языках, выполнял переводы статей по разным разделам хирургии, участвовал в создании музея по истории хирургии Казахстана.
Книги Николая Алексеевича Раевского издавались в 60-70-х гг. в Алма-Ате в издательстве «Жазушы». В русском переводе это означает «Писатель».
Автор книг «Если заговорят портреты», «Портреты заговорили», «Друг Пушкина — Павел Воинович Нащокин», «Джафар и Джан», «Последняя любовь поэта», «Жизнь за Отечество», «Добровольцы. Повести крымских дней».
Писатель скончался в Алма-Ате в декабре 1988 года на 95-м году жизни. После смерти Раевского заместитель председателя правления Советского фонда культуры Олег Карпухин написал в журнале «Наше наследие»: «Чем глубже я вникал в эту долгую и удивительную жизнь, тем больше печалился тому, что нет книги об этой жизни. Более того, нет даже сколько-нибудь обстоятельного очерка. В судьбе этой, между тем, есть всё, чтобы на её основе воссоздать, без преувеличения, историю двадцатого века со всем блеском, трагедиями, величием, потерями и обретениями».